# Wiktor Michailowitsch Jaroslawzew
Wiktor Michailowitsch Jaroslawzew (russisch Виктор Михайлович Ярославцев; * 16. Juli 1945 in Moskau, Russische SFSR; † 3. März 1996) war ein sowjetischer Eishockeyspieler.

## Karriere
Während seiner sowjetischen Zeit spielte er bei HK Spartak Moskau. Insgesamt erzielte er 132 Tore in 315 Spielen in der sowjetischen Liga. Schon früh wurde er in das Team der sowjetischen Eishockeynationalmannschaft berufen. Am 17. Januar 1964 stand er in einem Spiel gegen Kanada zum ersten Mal für die Sbornaja auf dem Eis. Seine internationale Karriere wurde mit der Goldmedaille bei den Eishockey-Weltmeisterschaften 1967 gekrönt. Für die Nationalmannschaft erzielte er drei Tore in 17 Länderspielen. Am 27. März 1967 bestritt er sein letztes Länderspiel.
Mit Spartak wurde dreimal sowjetischer Meister (1962, 1964 und 1967) sowie zweimal Pokalsieger (1970 und 1971). Von 1974 bis 1977 spielte Jaroslawzew in Österreich für die Kapfenberger SV.